# Indicatif régional 562

Carte de l'État de Californie avec les territoires de ses indicatifs régionaux. L'indicatif régional 562 est en rouge.

L'indicatif régional 562 est l'un des multiples indicatifs téléphoniques régionaux de l'État de Californie aux États-Unis.
Cet indicatif dessert le sud-est du comté de Los Angeles et une petite partie de la côte du comté d'Orange. Plus précisément, il dessert les villes de Long Beach, Whittier, Norwalk, Lakewood, Bellflower et Cerritos.
La carte ci-contre indique en rouge le territoire couvert par l'indicatif 562.
L'indicatif régional 562 fait partie du Plan de numérotation nord-américain.